# Los Angeles Opera
Los Angeles Opera er et operakompagni i Los Angeles i Californien. Det er det fjerdestørste operakompagni i USA. Operaens hjemmescene er Dorothy Chandler Pavillon, der er en del af Los Angeles Music Center.
Operaen ledes af den spanske tenor og dirigent, Plácido Domingo, som har kontrakt med selskabet til og med sæsonen 2010-2011. Den amerikanske dirigent, James Conlon, har været musikchef siden sæsonen 2006-2007.
Los Angeles Opera blev oprettet i 1986 og åbnede med en produktion af Verdis Otello med Plácido Domingo i titelrollen. Selskabet kan dog føre sine rødder tilbage til Los Angeles Civic Grand Opera, som blev oprettet i 1948.

## Forestillinger
Los Angeles Opera opfører 70-100 forestillinger om året. Det drejer sig både om såvel operaer fra standardrepertoiret som nye og sjældent opførte operaer. I sæsonen 2003-2004 stod selskabet bag verdenspremieren på Nicholas and Alexandra, der er komponeret af Deborah Drattell til en libretto Nicholas von Hoffman. Kompagniet benytter et bredt udvalg af instruktører til sine forestillinger; i sæsonen 2001-2002 stod den østrigske skuespiller Maximilian Schell således bag en produktion af Richard Wagners Lohengrin, mens filminstruktøren William Friedkin har iscenesat et dobbeltprogram bestående af Bartóks Hertug Blåskægs borg og Puccinis Gianni Schicchi.
Højdepunkter fra de seneste sæsoner har omfattet Verdis Falstaff med Bryn Terfel, Samuel Barbers Vanessa med Kiri Te Kanawa, Puccinis La bohème og Leoncavallos I pagliacci med Angela Gheorghiu og Roberto Alagna, Gounods Roméo et Juliette og Massenets Manon med Anna Netrebko og Rolando Villazón, Verdis La traviata med en stjernebesætning bestående af Renée Fleming, Rolando Villazón og Renato Bruson, Leos Janaceks Jenufa med Karita Mattila samt Mozarts Don Giovanni og Le Nozze di Figaro med Erwin Schrott.

### Recovered Voices
Kompagniet har iværksat et projekt, der løber over flere år under
titlet Recovered Voices. Formålet er at præsentere et moderne publikum for den generation af komponister, som blev undertrykt af Det tredje Rige, fx Alexander von Zemlinsky, af hvem Eine italienische Tragödie og Der Zwerg er blevet opført.

### Der Ring des Nibelungen
Kompagniet opfører sin første produktion af Richard Wagners Der Ring des Nibelungen i sommeren 2010; Achim Freyer står for instruktion og design; James Conlon dirigerer. Linda Watson, Vitalij Kowaljow, Michelle DeYoung, Plácido Domingo, John Treleaven, Graham Clark, Gordon Hawkins, Eric Halfvarson, Alan Held og Jennifer Wilson udgør de bærende sangkræfter bag de tre cyklusser.

## Links
- Hjemmeside for Los Angeles Opera Arkiveret 2. marts 2006 hos  Wayback Machine
- Hjemmeside for Los Angeles Operas Der Ring des Nibelungen

34°03′23″N 118°14′55″V / 34.0564°N 118.2486°V